# Variciaco
Variciaco (kroatisch varićak),(Plural: Variciachi), war ein Volumen- und Flächenmaß in Opuzen (italien. Bezeichnung Fort'Opus) in Dalmatien.

## Flächenmaß
Variciaco, vollständig Variciaco da semina, war ein Flächenmaß.
- 1 Variciaco = 5,2237 Ar

## Volumen
Das Maß war auch als Volumen- und Getreidemaß in der gleichen Region Dalmatien in Anwendung. Das Maß schwankte etwas in der Größe. Die Schreibweise Variciacco ist in der Literatur seltener.
- 1 Variciaco = 8,8367 bis 9,9916 Liter[1]
- 1 Variciaco = 2,5724 bis 3,8809 Metzen (preussisch) = 6 Bucare[2]